# Hino dos Açores
A música do Hino dos Açores foi composta por Joaquim Lima, um filarmónico de renome e regente de banda que então residia em Rabo de Peixe, durante as campanhas autonomistas da década de 1890, o Primeiro Movimento Autonomista Açoriano. Terá sido tocado em público pela primeira vez pela Filarmónica Progresso do Norte em Rabo de Peixe, na ilha de São Miguel, a 3 de Fevereiro de 1894. Intitulava-se então Hino Popular da Autonomia dos Açores.

## Letra
O texto do Hino dos Açores, da autoria de Natália Correia, oficialmente adoptado pelo Decreto Regulamentar Regional n.º 49/80/A, de 21 de Outubro, é o seguinte:
| “ | Deram frutos a fé e a firmeza no esplendor de um cântico novo: os Açores são a nossa certeza de traçar a glória de um povo. Para a frente! Em comunhão, pela nossa autonomia. Liberdade, justiça e razão estão acesas no alto clarão da bandeira que nos guia. Para a frente! Lutar, batalhar pelo passado imortal. No futuro a luz semear, de um povo triunfal. De um destino com brio alcançado colheremos mais frutos e flores; porque é esse o sentido sagrado das estrelas que coroam os Açores. Para a frente, Açorianos! Pela paz à terra unida. Largos voos, com ardor, firmamos, para que mais floresçam os ramos da vitória merecida. Para a frente! Lutar, batalhar pelo passado imortal. No futuro a luz semear, de um povo triunfal. | ” |

## História
O Hino dos Açores terá sido tocado em público pela primeira vez pela Filarmónica Progresso do Norte em Rabo de Peixe, na ilha de São Miguel, a 3 de Fevereiro de 1894. Nesse mesmo dia, António Tavares Torres, então presidente da Comissão Executiva da Câmara Municipal da Ribeira Grande, acompanhado de um grupo de amigos e da Filarmónica Progresso do Norte, foi a Ponta Delgada apresentar o hino. Depois da Filarmónica o ter executado em frente das residências dos membros da Comissão Eleitoral Autonómica, ao anoitecer, reuniu-se no Campo de São Francisco um largo grupo de apoiantes da autonomia, que depois percorreu as ruas da cidade em direcção ao Centro Autonomista frente ao qual se realizou um comício autonomista da campanha para as eleições gerais daquele ano. No comício discursaram, entre outros, Caetano de Andrade, Pereira Ataíde, Gil Mont'Alverne de Sequeira e Duarte de Almeida.
A 14 de Abril de 1894, dia das eleições gerais em que foram eleitos deputados autonomistas os Gil Mont'Alverne de Sequeira, Pereira Ataíde e Duarte de Andrade Albuquerque, realizou-se um cortejo pelas ruas de Ponta Delgada, integrando filarmónicas que tocavam o Hino da Autonomia, que os acompanhantes cantavam.
A 9 de Março de 1895, as filarmónicas também tocaram o Hino da Autonomia na Praça do Município de Ponta Delgada, numa festa organizada para assinalar a promulgação do Decreto de 2 de Março de 1895, que concedia, embora mitigada, a tão desejada autonomia.
Ao longo dos anos, e em função da evolução política, o hino terá tido várias letras. A primeira que se conhece é a do Hino Autonomista, na realidade o hino do Partido Progressista Autonomista, liderado por José Maria Raposo de Amaral, então maioritário em São Miguel. A composição é da autoria do poeta António Tavares Torres, natural de Rabo de Peixe e militante daquele partido. Fruto do calor autonomista do tempo, a versão original do hino tinha a seguinte letra:
| “ | Voz: O clamor açoriano, Em sã justiça fundado, Pede essa ampla liberdade Que se deve a um povo honrado. Refrão: Para nós é vergonhosa A central tutela odiosa, Que em nossos lares recai. Povos! Pela autonomia Batalhai com valentia, Com esperança batalhai! Voz: Autonomia... eis o lema Do ideal açoriano Negá-la seria um crime; Combatê-la desumano. Refrão: Para nós é vergonhosa ................... Voz: Quando um povo se ergue à altura Da sua nobre missão, Põe na Carta d'Alforria A mais nobre aspiração. Refrão: Para nós é vergonhosa ................... Voz: Quase em cinco séculos temos Sempre honrado a pátria glória. Deve a pátria agora honrar Os anais da nossa História. Refrão: Para nós é vergonhosa ................... Voz: Eia! Avante Açorianos, É já tempo, despertais! Pela santa Autonomia Com denodo trabalhai. Refrão: Para nós é vergonhosa ................... | ” |

Com o advento do Estado Novo e do nacionalismo, o Hino dos Açores foi votado ao ostracismo.
Com a autonomia constitucional o Hino dos Açores foi oficiamente adoptado pelo parlamento açoriano e a sua música, com arranjo de Teófilo Frazão sobre o original, oficialmente aprovada pelo Decreto Regulamentar Regional n.º 13/79/A, de 18 de Maio. Face à inexistência de uma letra com aceitação generalizada, foi encomendada uma nova à poetisa açoriana Natália Correia.
A versão oficial do Hino dos Açores foi cantada pela primeira vez em público a 27 de Junho de 1984, por alunos do Colégio de São Francisco Xavier. Estiveram presentes na cerimónia João Bosco da Mota Amaral, então Presidente do Governo Regional dos Açores, membros do Governo e diversas entidades oficiais. O Hino foi cantado por 600 crianças, vestidas de saia azul, blusa branca e laço amarelo, que tinham sido ensaiadas pela professora Eduarda Cunha Ataíde, ao tempo professora de música no Colégio de São Francisco Xavier.